# Hyperechia madagascariensis
Hyperechia madagascariensis är en tvåvingeart som beskrevs av Günther Enderlein 1930. Hyperechia madagascariensis ingår i släktet Hyperechia och familjen rovflugor.
Artens utbredningsområde är Madagaskar. Inga underarter finns listade i Catalogue of Life.